# Eptesicus platyops
Eptesicus platyops é uma espécie de morcego da família Vespertilionidae. É conhecida de apenas três localidades distantes entre si, na Nigéria (Lagos), Senegal e na ilha de Bioko (Guiné Equatorial). Os espécimes de Lagos e do Senegal foram coletados em 1900.